# Cryptopimpla brevigena
Cryptopimpla brevigena là một loài tò vò trong họ Ichneumonidae.